# 알파-카로틴
알파카로틴(α-Carotene)은 카로틴의 일종으로 두 번째로 일반적인 형태이다. 알파카로틴은 한쪽 끝은  베타 이오논 고리이고, 다른 쪽 끝은 알파 이오논 고리로 구성된다.

## 인간 생리학
미국과 중국 성인의 경우 혈청 알파카로틴의 평균 농도는 4.71μg/dL이다. 남성은 4.22μg/dL, 여성은 5.31μg/dL 정도이다.

## 섭취 방법
밑에 열거된 야채에는 알파카로틴이 풍부하다.
- 노란색-주황색 야채 : 당근, 고구마, 호박, 겨울 호박
- 짙은 녹색 채소 : 브로콜리, 풋강낭콩, 완두, 시금치, 순무, 콜라드, 상추, 아보카도